# Gea (Marvel Comics)
Gea (Gaea) è un personaggio dei fumetti, creato da Steve Englehart (testo) e Gene Colan (disegni), pubblicato dalla Marvel Comics. La sua prima apparizione avviene in Doctor Strange (vol. 2) n. 6 (febbraio 1975).
Liberamente ispirata alla dea della Terra della mitologia greca, Gea ha infuso la sua essenza vitale in quella di tutti gli esseri viventi, rappresenta l'incarnazione dello spirito della vita.

## Biografia del personaggio

### Milioni di anni fa
Gea è uno degli Antichi Dei, nati quando l'entità chiamato il Demiurgo diffuse la sua essenza sulla Terra, in un momento in cui la vita stava iniziando ad evolvere sul pianeta. Gea provando empatia per le forme di vita terrestri decise di vegliare su di loro. Gli altri dèi, seguendo l'esempio del dio serpente Set, iniziarono a divorarsi tra loro per accumulare potere, trasformandosi però in demoni. Preoccupata che potessero minacciare anche le forme di vita organica, Gea convocò il Demiurgo e si congiunse con esso, per dare alla luce un figlio, il dio-sole Atum, il quale, nella sua forma di divoratore di dei, Demogorgone, uccise tutti i demoni, ad eccezione di quelli che riuscirono a fuggire in altre dimensioni, come Set e Chthon. Fatto questo Gea si fuse con la Terra, in modo da guidarne l'evoluzione, mentre Atum stabilì la sua dimora sul Sole. Milioni di anni più tardi, Gea decise di far estinguere i dinosauri in modo che i mammiferi potessero evolversi. Questo fece infuriare Set, che traeva il suo potere da essi, e lo spinse a cercare di distruggere tutti i mammiferi. Allora Gea convocò Demogorgone per combatterlo, la loro battaglia terminò con la completa estinzione dei dinosauri e con la scomparsa di Set dalla Terra.

### Migliaia di anni fa
Quando la seconda generazione di dèi cominciò ad apparire sulla Terra, Gea si congiunse con molti di loro, sotto diverse identità, diventando così la "Dea Madre" di cui narrano molti miti. Nell'identità di "Jord" si congiunse con Odino, che voleva un figlio che fosse forte sulla Terra come su Asgard, e diede alla luce Thor in una grotta in Norvegia. Mille anni fa, le entità cosmiche conosciute come i Celestiali scesero sulla Terra e costrinsero gli dèi a cessare di interferire con l'evoluzione umana, rivelando che sarebbero ritornati dopo un millennio per giudicare l'umanità. Preoccupate le divinità si riunirono per prepararsi a combattere le entità al loro ritorno, ma Gea, assieme alle divinità femminili, ideò un piano alternativo: avrebbe scelto un gruppo di dodici persone, ognuna in rappresentanza dei successi del genere umano, che sarebbero divenute i Giovani Dei; dotati dell'immortalità sarebbero stati messi a dormire in una camera segreta, dove sarebbero stati sorvegliati dalle dee fino al ritorno dei Celestiali.

### Era moderna
Alcuni anni fa, Gea cade nelle grinfie di Dormammu, ma viene liberata grazie all'intervento del Dottor Strange e di Clea. Al ritorno dei Celestiali le anime di tutti gli Asgardiani (ad eccezione di Thor) prendono possesso del corpo del Distruttore e attaccano le divinità spaziali, ma vengono sconfitti e dispersi. Gea allora convoca i Giovani Dei e li presenta ai Celestiali come prova che l'umanità merita di sopravvivere, le divinità spaziali accettano questa dimostrazione e lasciano la Terra. La dea, sotto forma di una donna dai capelli scuri, guarisce suo figlio Thor e gli racconta tutto l'accaduto, poi, prima di fondersi nuovamente con il pianeta, gli spiega come riportare le anime degli Asgardiani nei loro corpi con l'aiuto di tutte le altre divinità. Anni dopo, la magia di Gea viene invocata dal malvagio alieno Yandroth che la usa per maledire i Difensori, gli eroi tuttavia convincono la dea a liberarli dall'influsso malefico. Dopo questo evento Gea conferisce a Nighthawk il potere di riunire il gruppo ogni volta che c'è bisogno del loro intervento. Durante Chaos War Gea aiuta Ercole nella sua lotta contro le forze di Amatsu-Mikaboshi, resuscitandolo e donandogli il suo potere. Ritorna su Asgard durante il funerale di Thor, al fianco di Freyja e Iðunn con le quali condividerà il regno della cittadella celeste.

## Poteri e abilità
Gea possiede enormi poteri mistici, può assorbire energia dal pianeta e comandare le forze della natura.